# Santa Lucía Milpas Altas
Santa Lucía Milpas Altas é uma cidade da Guatemala do departamento de Sacatepéquez.